# Bolivaritettix insignis
Bolivaritettix insignis is een rechtvleugelig insect uit de familie doornsprinkhanen (Tetrigidae). De wetenschappelijke naam van deze soort is voor het eerst geldig gepubliceerd in 1914 door Kirby.